# 周楷
周楷（1989年3月9日—）臺灣新聞主播，曾任三立新聞台政治組記者兼任主播、三立新聞台《早安新鮮聞》主播、中華民國111年國慶主持人 。現任三立新聞台《54陪審團》、POP radio《POP 大國民》節目主持人、三立新聞台採訪中心政治組召集人。

## 學歷
- 世新大學新聞學系畢業
- 台灣大學新聞研究所畢業

## 經歷
- 就讀台灣大學新聞研究所期間，曾參與中國實境節目《非常完美》演出。
- TVBS總經理室專案秘書[4]
- 2022年《守衛國土 你我同行》中華民國總統府國慶大典－主持人
- 三立新聞台政治記者兼任主播。
- 三立新聞台採訪中心政治組召集人。
- 三立新聞台《早安新鮮聞》主播。
- 三立iNEWS《iNEWS財經夜視界》主播。
- 三立新聞台《54陪審團》主持人
- POP Radio聯播網《POP大國民》主持人
- 世新大學新聞學系兼任講師。
- 中華民國斐陶斐榮譽學會100年榮譽會員

## 外部連結
- 周楷的Facebook專頁
- 周楷的Instagram帳戶